# Adler-Express
Die Adler-Express ist ein deutsches Fahrgastschiff der Reederei Adler-Schiffe in Westerland/Sylt.

## Beschreibung
Das Schiff wurde 1993 mit der Baunummer B87 auf der schwedischen Werft Marinteknik Verkstads AB in Öregrund für Adler-Schiffe gebaut. Die Kiellegung fand am 14. September 1992, der Stapellauf im Mai 1993 statt. Die Fertigstellung des Schiffes erfolgte im Juni 1993.
Angetrieben wird das für die Küstenfahrt zugelassene Schiff von zwei von MTU Friedrichshafen gebauten Zwölfzylinder-Viertakt-Schiffsdieselmotoren (12 V 396) mit einer Leistung von je 1260 kW, die nicht auf Propeller, sondern einen Wasserstrahlantrieb mit zwei Wasserstrahlhochdruckdüsen wirken. Das Schiff, das nach Angaben der Reederei das schnellste deutsche Einrumpffahrgastschiff ist, erreicht damit eine Höchstgeschwindigkeit von 33 Knoten (kn), wird allerdings aufgrund von Geschwindigkeitsbeschränkungen, die in der Verordnung über das Befahren der Bundeswasserstraßen in Nationalparken im Bereich der Nordsee festgelegt sind, mit einer Höchstgeschwindigkeit von 24 kn betrieben. Weiterhin verfügt das Schiff über zwei Bugstrahlruder mit einer Leistung von jeweils 13 kW. Für die Stromversorgung an Bord stehen zwei Generatoren mit einer Scheinleistung von jeweils 87,5 kVA zur Verfügung.
Die Adler-Express verfügt über Stabilisatoren. Da sie einen vergleichsweise niedrigen Tiefgang hat und nicht mittels eines Propellers, sondern eines Wasserstrahlantriebs bewegt wird, erreicht sie auch in flachen Fahrwassern eine hohe Reisegeschwindigkeit.
2018 erhielt sie eine olivbraune Bemalung des Rumpfes sowie seitlich entlang der oberen Fensterfront und schräge Streifen, die auch die Schornsteine einschließen. Der Rumpf wurde später schwarz gestrichen.
Eingesetzt wird das Schiff vorwiegend im nordfriesischen Wattenmeer, wo es zwischen der Halbinsel Nordstrand, der Hallig Hooge und den Inseln Amrum und Sylt verkehrt. Im Jahr 2018 wird montags statt Hooge Langeneß bedient, freitags zusätzlich die Insel Pellworm. Gelegentlich wird auch die Hallig Gröde angelaufen. Die Adler-Express ist kein zertifizierter Nationalparkpartner, darf aber im Linienverkehr im Nationalpark Schleswig-Holsteinisches Wattenmeer eingesetzt werden.

## Unfälle

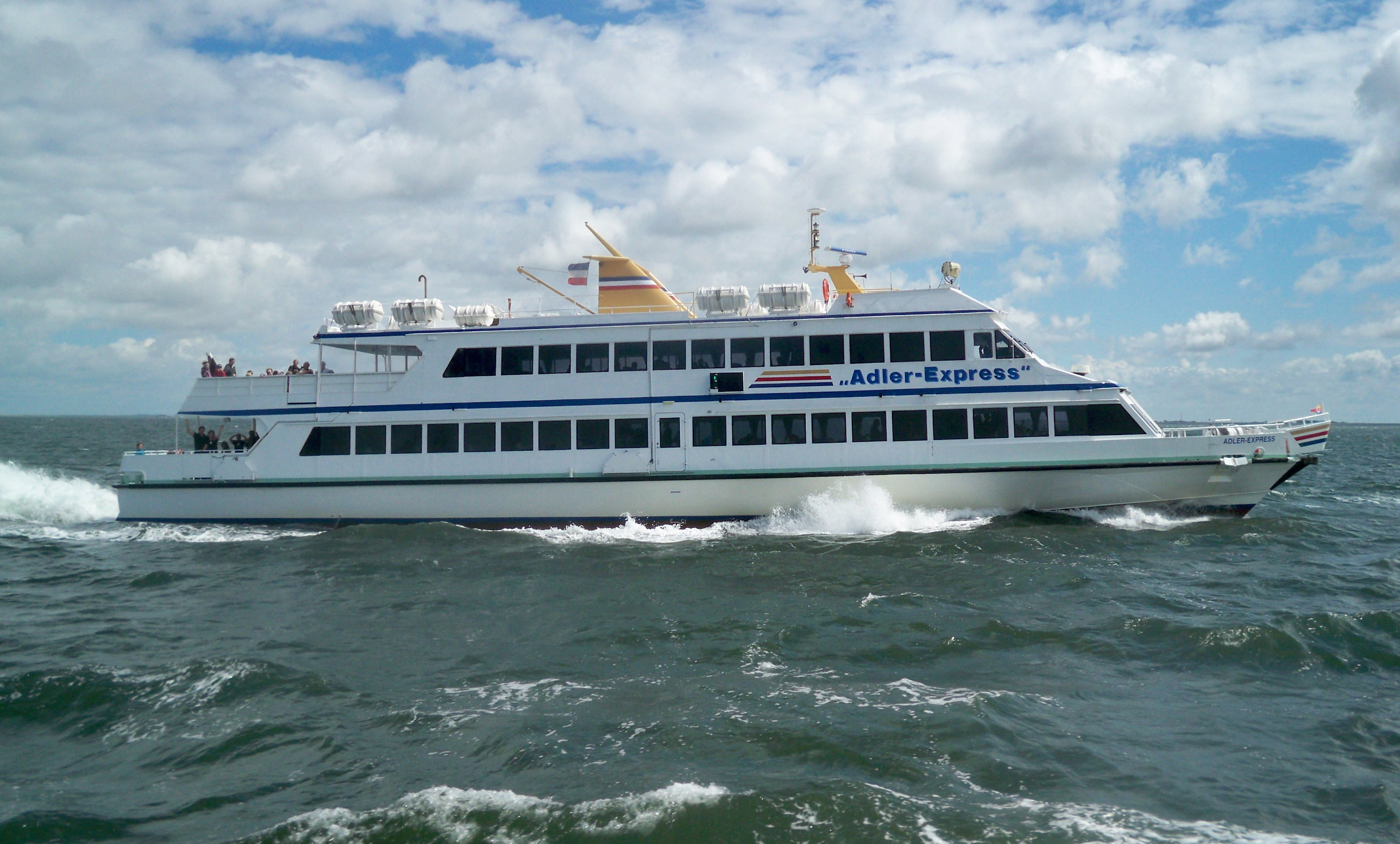
Die Adler-Express im früheren Design

Am 4. Juni 2014 rammte die mit 234 Passagieren besetzte Adler-Express mit sechs bis sieben Knoten (rund 11 bis 13 km/h) Fahrt nach einem Ausfall der Steuerung den Schiffsanleger in Wittdün auf Amrum. 27 Passagiere wurden verletzt, zwei davon lebensgefährlich, und von den Rettungskräften mit sieben Rettungshubschraubern in Krankenhäuser auf dem Festland gebracht. Der Bug der Adler-Express wurde bei dem Unfall eingedrückt. Der Schaden wurde in der Husumer Werft behoben.
Am 11. Juli 2015 lief das mit 239 Passagieren besetzte Schiff nach dem Ablegen von Hallig Langeneß auf Grund. Die Hauke Haien lief beim Versuch, die Adler Express zu bergen, ebenfalls auf Grund. Die Passagiere wurden mit einem Schlauchboot sowie dem Seenotrettungskreuzer Ernst Meier-Hedde auf die nahe Adler IV sowie die WDR-Fähre Hilligenlei und das Ausflugsschiff Rungholt gebracht. Durch den Unfall fiel die Adler Express für 14 Tage aus, während sie wiederum in der Husumer Werft repariert wurde. Der Sachschaden betrug über 50.000 Euro.